# Dansville, Michigan
Dansville är en ort (village) i Ingham County i Michigan. Vid 2010 års folkräkning hade Dansville 563 invånare.